# Lemniscomys roseveari
Il topo dei prati striato di Rosevear (Lemniscomys roseveari  Van der Straeten, 1980) è un roditore della famiglia dei Muridi endemico dello Zambia.

## Descrizione

### Dimensioni
Roditore di piccole dimensioni, con la lunghezza della testa e del corpo tra 113 e 137 mm, la lunghezza della coda tra 123 e 153 mm, la lunghezza del piede tra 26 e 30 mm e la lunghezza delle orecchie tra 13 e 19 mm.

### Aspetto
Le parti superiori sono brunastre, con dei riflessi grigi sulle spalle e giallo-brunastre sulla groppa, mentre le parti ventrali sono bianche, con una distinta linea di demarcazione lungo i fianchi giallo-brunastra. Una striscia dorsale nera ben definita si estende dalle orecchie fino alla base della coda. Delle piccole macchioline giallastre sono presenti in maniera sparsa lungo i fianchi. Le orecchie e i piedi sono ricoperti di piccoli peli giallo-brunastri. La coda è più lunga della testa e del corpo, è scura sopra, bruno-arancione o giallo-brunastra lateralmente e bianca sotto. Le femmine hanno due paia di mammelle pettorali e due inguinali.

## Biologia

### Comportamento
È una specie terricola.

## Distribuzione e habitat
Questa specie è endemica di due località dello Zambia. Probabilmente è presente anche in Angola.
Vive nelle dense boscaglie dominate da alberi del genere Cryptocephalum.

## Conservazione
La IUCN Red List, considerato che non ci sono informazioni esatte sulla reale distribuzione e sul suo habitat, classifica L.roseveari come specie con dati insufficienti (DD).